# Novotex

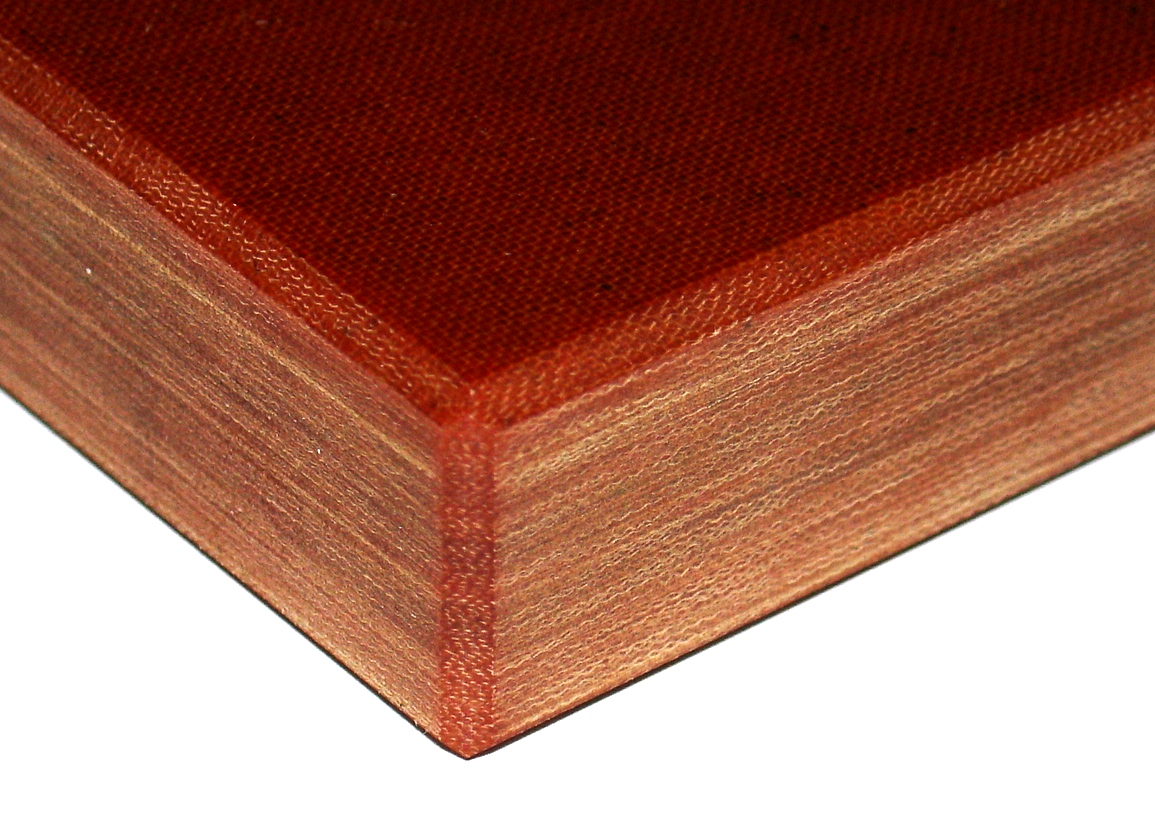
Textolit

Novotex ist der Handelsname für einen Werkstoff aus Hartgewebe auf der Basis von Phenoplast. Er findet Verwendung u. a. im Maschinenbau, da er auch ohne besondere Schmierung eine verschleißarme Kraftübertragung gewährleistet. Größere Verbreitung erlangte Novotex ab den 1930er Jahren als Material zur Herstellung von Stirnrädern für den Nockenwellenantrieb von Pkw-Motoren. 
Unter anderem sind mehrere Konstruktionen von Borgward, Ford, Opel, Renault und Volvo mit Zahnrädern aus diesem Material versehen worden.
Handelsname in den 1930er Jahren war Novotext. Anderer Name: Textolit. Etronax der Firma Elektro-Isola in Vejle (Dänemark). 
Heute übliche Abkürzung gemäß Norm ist HGW (Phenolharz-Hartgewebe) nach DIN 7735 oder PF CC (Phenolic Woven Cotton Cloth) nach IEC 60893.

## Quelle
1. ↑  Oldtimer MARKT, Sonderheft 21: Kaufberatung Von Alfa bis VW, VF Verlagsgesellschaft mbH, Mainz, 1998